# Sarah Hegazi
Sarah Hegazi (Arabisch: سارة حجازي, Sāra Ḥiǧāzī) (Egypte, 1989 - Toronto, 13 juni 2020), ook wel gespeld als Hegazy of Higazy, was een Egyptische lesbische activist. Ze werd gearresteerd, opgesloten en gemarteld in de gevangenis in Egypte gedurende drie maanden nadat ze met een regenboogvlag zwaaide op het Mashrou' Leila-concert in Caïro in 2017. Na haar opsluiting vroeg zij asiel aan in Canada. Daar woonde ze vervolgens tot haar dood.

## Eerste levensjaren
Hegazi werd geboren in 1989 in een Egyptische conservatieve middenklassegezin; ze is de oudste van vier broers en zussen. Sarah hielp haar moeder om voor haar broers en zussen te zorgen nadat haar vader, een wetenschappenleraar op de middelbare school, was overleden. Na haar dood verschenen foto's van een jonge Hegazi in conservatieve islamitische kledij inclusief een hidjab. Hegazi droeg de hidjab totdat zij zich outte als lesbienne in 2016.

## Opleiding
In 2010 studeerde Hegazi af aan Thebes Academy met een bachelor in beleidsinformatica en in 2016 aan de The School of Continuing Education (SCE) aan The American University in Caïro. Via afstandsonderwijs voltooide Hegazi certificaten in "Fighting for Equality: 1950–2018", "Feminism and Social Justice", "Research Methods", "Diversity and Inclusion in the Workplace" en "Understanding Violence" aan Columbia University, University of California Santa Cruz, SOAS University of London, de University of Pittsburgh en Emory University.

## Politieke standpunten

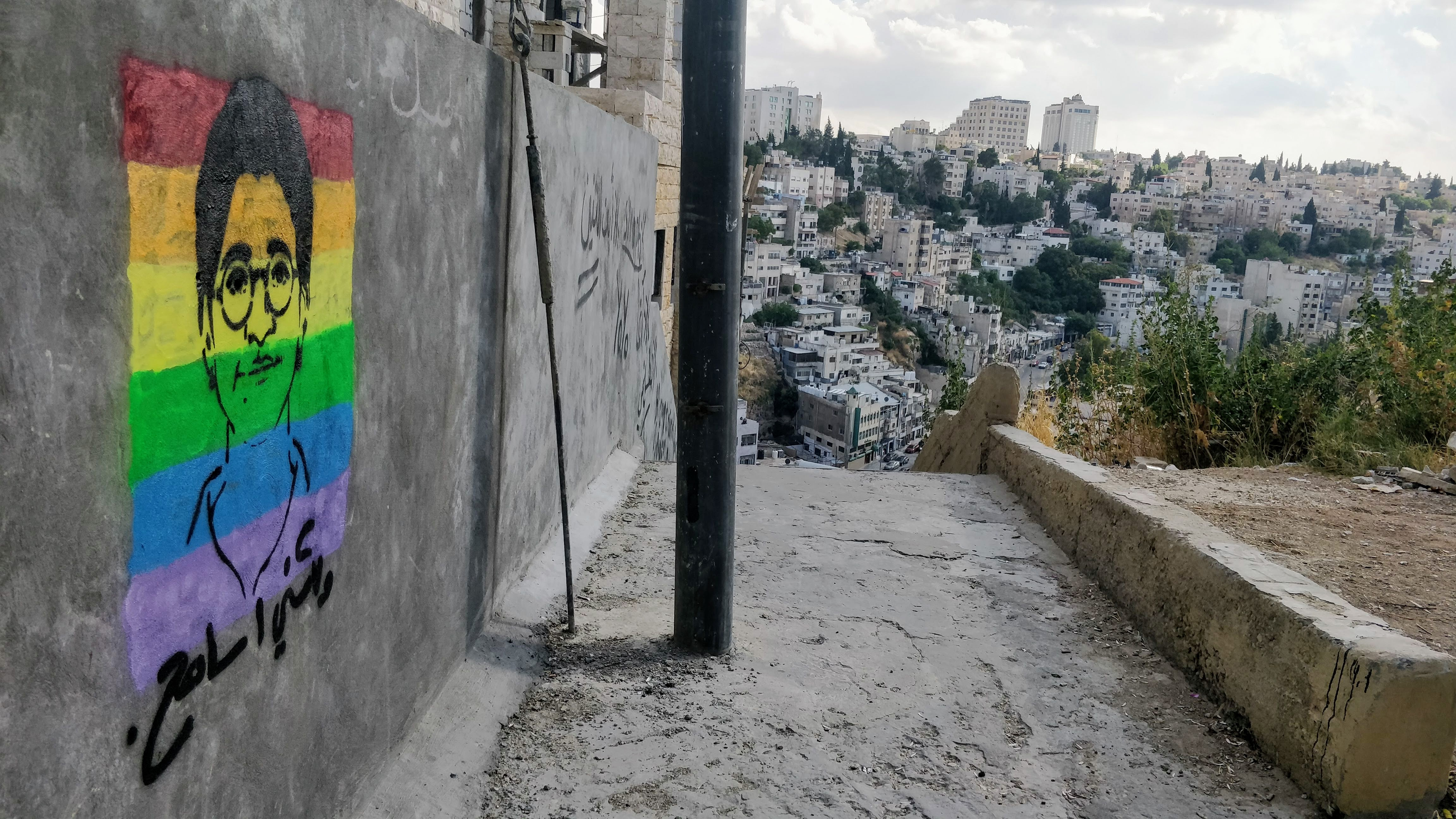
Een van de muurschilderingen ter herinnering aan Sarah Hegazi die door de lokale autoriteiten van Amman werden overschilderd. Het Arabische schrift luidt "Maar ik vergeef".

Hegazi identificeerde zich als communist en steunde de Bread and Freedom Party terwijl zij in Egypte woonde, en raakte eenmaal in Canada betrokken bij het Spring Socialist Network. Hegazi meldde dat ze werd ontslagen wegens haar verzet tegen het Sisi-regime in Egypte. Negen jaar na de Egyptische revolutie van 2011 schreef Hegazi dat "het oude regime alles zal proberen, zelfs belangrijke iconen van hun regime zal opofferen om aan de macht te blijven of de macht te herwinnen". Zij beschrijft president el-Sisi als "de meest onderdrukkende en gewelddadige dictator in onze moderne geschiedenis". Verder schrijft zij dat "revolutionairen geloven dat de strijd een klassestrijd is". Zij schreef ook dat een van de gevolgen van deze onvolledige revolutie 'de meesten onder ons zijn ofwel dood, in de gevangenis of in ballingschap'.

## Vervolging in Egypte

### Arrestatie
Op 22 september 2017 woonde Sarah Hegazi een concert bij van de Libanese band Mashrou' Leila, wiens zanger, Hamed Sinno, openlijk homo is. Hegazi behoorde tot een groep jongeren die werden gearresteerd wegens het zwaaien met een regenboogvlag. Ze werd beschuldigd van lidmaatschap van een organisatie in strijd met de wet met als doel het aanzetten tot immoraliteit of losbandigheid. Haar arrestatie viel samen met het nultolerantie-hardhandig optreden van Egypte om een einde te maken aan de publieke steun voor lhbt-rechten in het land . Ze werd drie maanden opgesloten op het politiebureau Sayeda Zeinab, waar mannelijke agenten gevangenen aanmoedigden haar te slaan en haar zowel verbaal als seksueel aan mishandelen. In een artikel gepubliceerd door Mada Masr op 24 september 2018, vertelt Hegazi over haar arrestatie. Ze schreef dat ze thuis in aanwezigheid van haar familie werd gearresteerd en dat de officier haar tijdens het proces ondervroeg over haar religie, waarom ze niet langer haar hidjab droeg en of ze al dan niet nog maagd was. Volgens haar relaas blinddoekte de officier haar en bracht haar met de auto naar een voor haar onbekende locatie. Ze werd gekneveld en men propte een doek in haar mond. Haar werden enkele elektrische schokken toegediend en ze verloor het bewustzijn. Ze dreigden ook haar moeder te kwetsen, als ze dit iemand zou vertellen. Hegazi werd vrijgelaten op 2 januari 2018 en kreeg een boete van E£1.000 (€ 50). Na haar vrijlating worstelde ze met depressie, paniekaanvallen en posttraumatische stressstoornis. Uit angst voor verdere vervolging, vroeg Hegazi in 2018 asiel  aan in Canada. Een maand na haar vertrek uit Egypte, overleed haar moeder aan kanker.

### Juridische en politieke context
In Egypte, waar homoseksualiteit niet expliciet is verboden in de grondwet, worden straffen en aanklachten ingediend op basis van de "Wet ter bestrijding van prostitutie" uit 1961 die losbandigheid en sekswerk bestraft. In oktober 2017, in de nasleep van het concert van Mashrou' Leila in Caïro 2017, dienden een aantal Egyptische parlementsleden een wet in die homoseksuele handelingen met een gevangenisstraf van maximaal drie jaar bestraft. Als ze opnieuw worden veroordeeld, lopen zij de kans om voor vijf jaar te worden veroordeeld. De bijgewerkte wet werd gebruikt om hardhandig op te treden tegen Egyptische lhbt'ers, hoewel de bijgewerkte wet geen toespeling maakte op homoseksualiteit. De update gaf de politie toestemming om chatrooms en dating-apps te infiltreren, zich voor te doen als homomannen en -vrouwen en leden van de lhbt-gemeenschap te strikken. Volgens de Egyptische regering is de wet bijgewerkt om tegemoet te komen aan moderne ontwikkelingen en om te voorkomen dat internet- en sociale-mediagebruikers ondeugd en prostitutie aanmoedigen. De lhbt-gemeenschap wordt door de Egyptische regering, religieuze autoriteiten en politieke partijen als een nationale veiligheidsdreiging beschouwd; deze visie wordt gepromoot door door de staat gecontroleerde mediakanalen.

## Dood en erfenis
Hegazi stierf op 13 juni 2020 in Toronto, Canada. Op 15 juni 2020 bevestigde Hegazi's advocaat Khaled Al-Masry haar dood als zelfmoord. Een korte afscheidsbrief van Hegazi, in het Arabisch, werd na haar dood op sociale media verspreid. De brief luidde: "Aan mijn broers en zussen - ik probeerde te overleven en het lukte niet, vergeef me. Voor mijn vrienden - de ervaring was hard en ik ben te zwak om het te weerstaan, vergeef me. Voor de wereld - je was in grote mate wreed, maar ik vergeef het je." Haar dood werd gerapporteerd in verschillende internationale nieuwsuitzendingen, met eerbetoon aan haar activisme als een terugkerend thema. Hamed Sinno, de frontman van de Libanese band Mashrou' Leila deelde een eerbetoon op zijn Facebook- profiel aan Hegazi met de tekst "لروحك الحرية" of "Vrijheid voor je ziel". Sinno componeerde en speelde later een lied op basis van de woorden die Hegazi kort voor haar dood had geschreven.
Sinds haar dood, wordt heel veel beeldende kunst, ter nagedachtenis van Sarah Hegazi, veelvuldig verspreid. Andere Arabische artiesten en publieke figuren deelden medeleven en solidariteit met Hegazi en de lhbt-gemeenschap, waaronder de Egyptische acteur Amr Waked, de Libanese zangeres en toneelactrice Carole Samaha, de Jordaanse advocaat en journalist Ola Al-Fares.
Het Canadese socialistische tijdschrift Spring publiceerde een necrologie voor Hegazi met het schrijven van Valerie Lannon: "Ik herinner me dat ze zei: 'Ik heb me nog nooit zo levendig gevoeld als tijdens de revolutie'. Ter ere van haar, en om ons eigen levensgevoel te vervullen, is het onze plicht om te blijven vechten voor de revolutie hier, in Egypte en de rest van de wereld." Tijdens de Pride Month van 2020 hield de Arabische lhbt-gemeenschap verscheidende herdenkingswaken in de Verenigde Staten, Canada, Londen en Beiroet om Hegazi's leven en strijd tegen homofobie te herdenken; In Malta demonstreerden de Allied Rainbow Communities en Moviment Graffitti bij de Egyptische ambassade en bekritiseerden ze de houding van de Maltese regering die Egypte als een veilig land beschouwen waarnaar vluchtelingen konden worden teruggestuurd. Prominente Egyptische lhbt-activist Shrouk El-Attar begon een inzamelingsactie ten behoeve van Sarah's familie en lhbt-organisaties.
Hegazi werd begraven in een regenboogkleurige kist na een openbare begrafenis op St. John's Dixie Cemetery op 22 juni 2020.
Herdenkingsevenementen gingen door na de begrafenis van Hegazi. De organisatoren van Global Pride, een online lhbt-pride-evenement dat op 27 juni 2020 zal plaatsvinden, hebben aangekondigd dat de Egyptische landgenoot Ahmed Alaa hulde zal brengen aan Hegazi. Net als Hegazi werd Alaa gevangen gezet na Mashrou' Leila's concert in 2017 voor het zwaaien met de regenboogvlag. De 2020-versie van de Napoli Pride zal gewijd worden aan de herinnering Sarah Hegazi; de organisatoren hebben aangekondigd dat ze van plan zijn het evenement te beschouwen als een waarschuwing tegen dwang, geweld en kortzichtigheid.

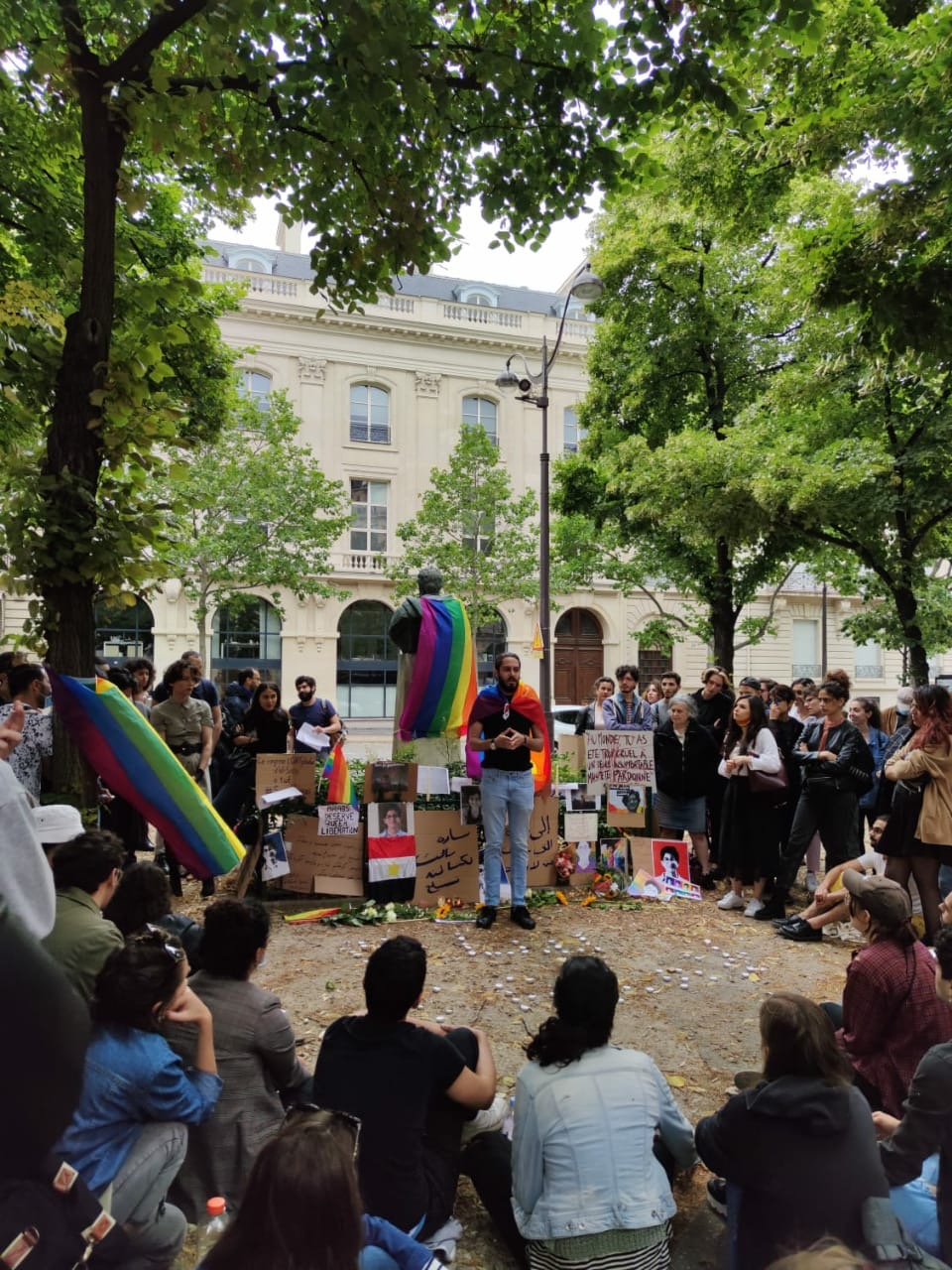
Wake in Parijs ter nagedachtenis van Sarah, 20 juni 2020.

De lhbt-gemeenschap kent een lange geschiedenis van onderdrukking, zowel in Egypte als in het Midden-Oosten en Noord-Afrika. Dit gebeurt aan de hand van censuur, aanzetten tot haat en een door de regering gecoördineerde vervolging . De dood van Sarah Hegazi werd in de volledige MENA-regio beantwoord met homofobe reacties; hetzij door acties uitgevoerd door de overheid, media en publiek discours.

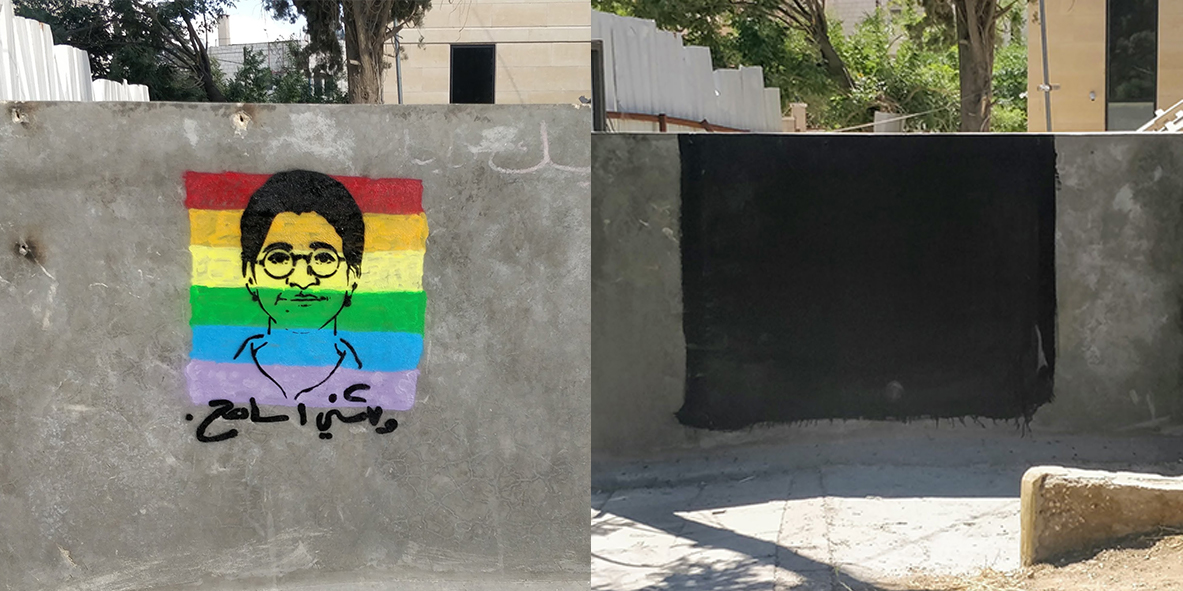
De Sarah Hegazi-muurschildering in Amman, voor en nadat het overschilderd werd met zwarte verf.

Straatmuurschilderingen en graffitikunst ter herdenking van Sarah in de Jordaanse hoofdstad Amman werden snel overschilderd na tumult op sociale media. Een journalist veroordeelde de handeling in een tweet en zei: "... de gemeente Amman werkte tot in de late uren aan het vernietigen van tekeningen die sommige aberrants (شواذ - Arabisch voor homoseksuelen) in sommige delen van Amman hadden achtergelaten. Het verbaast me dat deze categorie (homoseksuelen) bestaat, ook al is deze vreemd aan onze gebruiken en tradities. . . "  Een woordvoerder van de gemeente Amman zei: "De burgemeester van Amman, Yusef Al-Shawarbeh, gaf een bevel aan alle districtmanagers om de muurschilderingen te verwijderen."

#### Egypte
De Egyptische lhbt-organisatie Bedayaa meldde dat de dood van Hegazi en de daaropvolgende media-aandacht een online homofobe en transfobe lastercampagne tegen haar en de lhbt-gemeenschap veroorzaakte. Noor Selim, een Egyptische transgender man en zoon van de beroemde acteur Hesham Selim, vernietigde wat hij sociale hypocrisie en verdedigde de herinnering aan Hegazi. Op 23 juni 2020 spanden twee Egyptische advocaten een rechtszaak aan tegen Selim wegens het verdedigen van Hegazi, en beschuldigden hem ervan te proberen "homoseksualiteit te verspreiden" in Egypte.

#### Marokko
Cheikh Rafiki, een Marokkaanse islamitische geestelijke, werd met de dood bedreigd toen hij de herinnering aan Hegazi verdedigde tegen een online ISIL- gerelateerd persoon.

#### Arabische Wikipedia
Begin juli 2020 werd de Arabische Wikipedia-pagina voor Sarah Hegazi verwijderd, waarbij een meerderheid van de redacteuren als reden, gebrek aan bekendheid, opgaven. Haar pagina werd ingekort tot een alinea op de pagina voor homoseksualiteit. Lhbt-activisten zijn woedend en beschuldigen Wikipedia van vooringenomenheid. Het opende de deur voor discussies over de redactie-waarden op de Arabische Wikipedia en over de vrijheid van meningsuiting op het platform dat 'voor iedereen openstaat'.